# Калье-де-Хакометресо
Калье-де-Хакометресо (исп. Calle de Jacometrezo) — улица в центре Мадрида, столицы Испании, расположенная в баррио Соль и Паласио и соединяющая площади Кальяо и Санто-Доминго. Калье-де-Хакометресо получила своё название в честь итальянского скульптора, резчика по дереву и ювелира Джакоме да Треццо, работавшего при дворах Карла V и Филиппа II.

## История
На плане Мадрида, созданном португальским картографом Педру Тейшейрой улица обозначена как «Постиго де Сан Мартин» (исп. Postigo de San Martín), а на плане Эспиносы 1769 года уже фактически под нынешним "названием. Первоначально Калье-де-Хакометресо представляла собой традиционная улицу, шедшую от Калье-де-ла-Монтера до Калье-де-Тудескос. В результате строительства-Гран Виа она была сокращена до нынешней длины. На исчезнувшем участке, на месте современного дома Матесанс, располагался дом самого Джакоме да Треццо, вероятно, работы архитектора Хуана де Эрреры.
Первоначально называвшаяся Калье-де-Джакоме-Треццо, с середины XIX века имя и фамилия слились в одно слово — «Хакометресо». Рамон де Месонжеро Романос в книге «El antiguo Madrid. Paseos histórico-anecdotos por las calles y casas de esta villa» (1861) описал эту улицу как «одну из самых скоротечных, узких и худшим образом изрезанную в Мадриде». В начале XX века Корпус Барга, успешный журналист и писатель, который провёл свое детство на соседней Калье-де-Трухильос, поделился своими воспоминаниями об улице Хакометресо, которую многие жители Мадрида путали с соседней улицей Калье-дель-Кабальеро-де-Грасия, поскольку обе улицы были названы в честь представителей итальянского Возрождения. Для Барги, тонкого мемуариста, путаницы не возникало: улица, носившая имя Джакобо де Граттиса, была улицей молодых леди, которые получали образование «во французском стиле» в монастыре Саградо-Корасон, и женщин, которые посещали Ораторий «кающегося грешника», в то время как улица, названная в честь Джакоме Треццо, была «типичной улицей в мадридском районе с молочной лавкой, магазином, торгующим сухими и старыми продуктами, фарфоровой лавкой, переплётчиком или позолотчиком или другим подобным ремесленником и каким-нибудь большим домом, претендующим именоваться дворцом». Четверть века спустя Педро де Репиде, мадридский публицист и историк города, описывал Калье-де-Хакометресо как улицу «грязного вида…, с её букинистическими лавками, лавками, торгующими старьём, странными таинственными заведениями и домами со всевозможными пансионами». В прессе того времени можно обнаружить рекламные объявления о таких заведениях, как «Сайнсовские склады вин Велильи» (исп. Almacenes Sainz de vinos Velilla) по адресу Калье-де-Хакометресо, дом № 45; первая пивоварня Mahou (дом № 17), таверна «Агила» в начале улицы, ресторан Fonda de Genieys (ранее располагался на Калье-де-ла-Рейна). В доме № 10 этой улицы также находилась первая кондитерская Garín, которая позже, с 1894 года, стала кондитерской La Mallorquina на площади Пуэрта-дель-Соль. Франсиско Монтолиу Тогорес, аристократ, инженер и популяризатор теософии в Испании жил в доме № 58 на Калье-де-Хакометресо.

## В литературе
Улица упоминается в романе «Дикая орда» (исп. La horda) 1905 года Висенте Бласко Ибаньеса: «Они пошли в шоколадную лавку на улице Хакометресо, сели у холодных кафельных стен, перед окнами, которые были открыты нарочно, чтобы вся эта толпа, ожидавшая утра за первыми столиками, заболела воспалением лёгких».

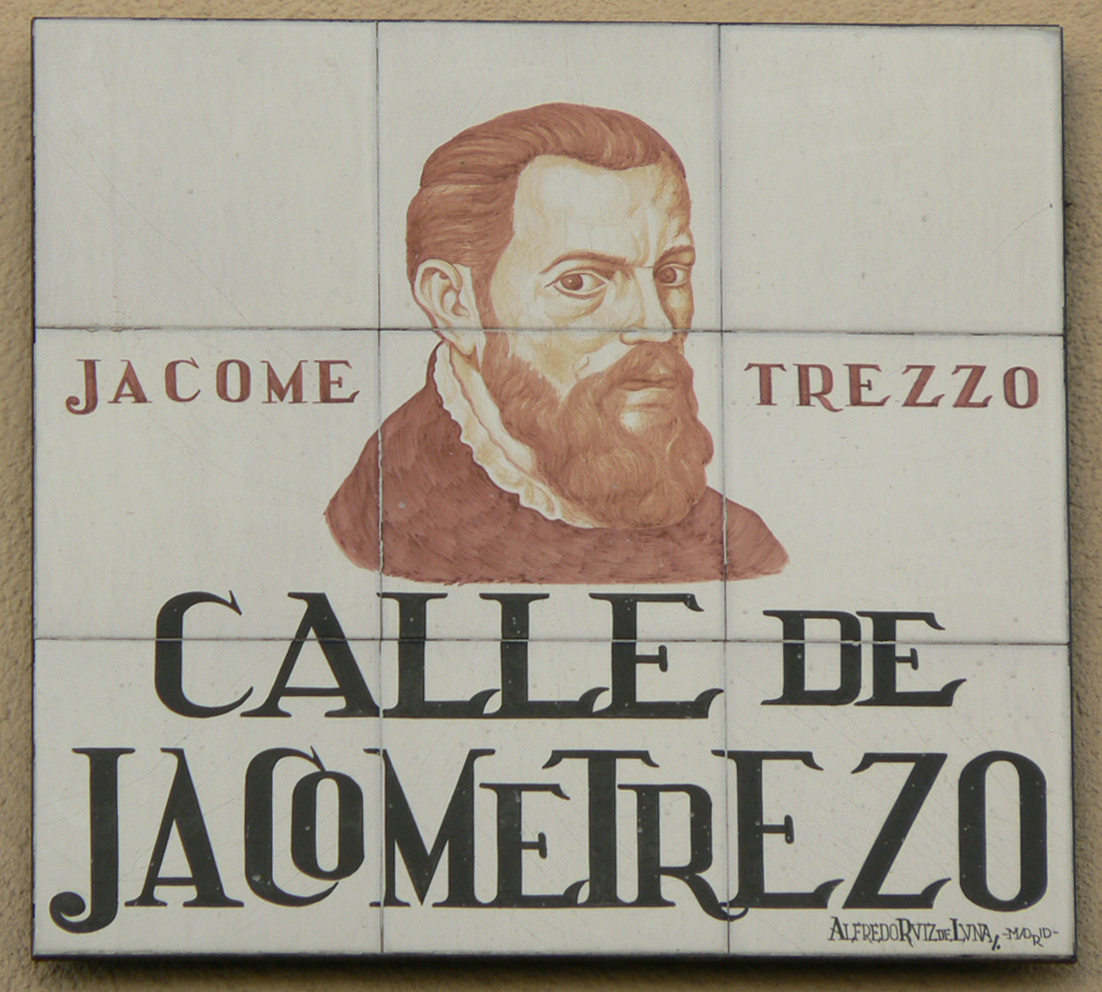
Табличка с названием улицы, работа керамиста Альфредо Руиса де Луны[исп.].